# Jean Coussins, Baroness Coussins

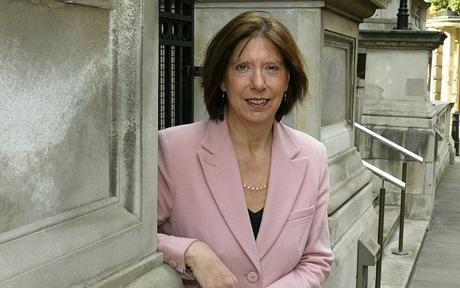
Coussins bei einem Besuch der University of Salford 2010.

Jean Elizabeth Coussins, Baroness Coussins (* 26. Oktober 1950) ist eine britische Beraterin für Corporate Social Responsibility. Sie ist Mitglied der Better Regulation Commission, Mitglied der Advertising Standards Authority und war zeitweise Geschäftsführerin der Portman Group, einer Non-Profit-Organisation, die sich für maßvollen Umgang mit Alkohol einsetzt. Coussins ist Mitglied des Alcohol Education and Research Council.
Im Februar 2007 wurde bekanntgegeben, dass ihr die Life-Peer-Würde verliehen werde, sie erhielt am 23. März 2007 den Titel Baroness Coussins, of Whitehall Park in the London Borough of Islington. Sie sitzt seither als Crossbencher im britischen Oberhaus. Ihr wurde die Ehrenmitgliedschaft im Chartered Institute of Linguists verliehen. Sie ist Fellow der Royal Society of Arts.
Coussins heiratete 1976 Roger J. Hamilton, mit dem sie drei Kinder hat.